# درجة حرارة جزيئية
درجة الحرارة الجزيئية هي الخاصية المميزة لنموذج الغلاف الجوي القياسي للولايات المتحدة، 1962. يتم تحديدها بالعلاقة:
{\displaystyle T_{m}(z)={\frac {M_{0}}{M(z)}}\cdot {T(z)}}
Tm(z) هي الحرارة الجزيئية عند ارتفاع z؛
M0 هي الوزن الجزيئي للهواء عند سطح البحر؛
M(z) هي الوزن الجزيئي للهواء عند ارتفاع z؛
T(z) هي درجة الحرارة المطلقة على ارتفاع z.
هذا اقتباس من تقرير (USAF) الفني من عام 1967.